# Heinrich
Heinrich ist ein männlicher Vorname.

## Herkunft und Bedeutung
Für den althochdeutschen Namen Heinrich kommen zwei Herleitungen in Frage:
Einerseits handelt es sich um eine jüngere Variante von Heimric, der auf den Namen Haimirich zurückgeht. Dieser setzt sich aus den Elementen heim „Haus“, „Zuhause“, „Welt“ und rik „mächtig“, „reich“, „ausgezeichnet“ zusammen.
Andererseits handelt es sich um eine jüngere Variante von Haginric, der sich aus den Elementen hag „Zaun“, „Gehege“, „Anlage“, „Weide“ und rik „mächtig“, „reich“, „ausgezeichnet“ zusammensetzt.

## Verbreitung
Im Spätmittelalter zählte Heinrich mit seinen Namensvarianten zu den beliebtesten Jungennamen Deutschlands. Eine aus wissenschaftlicher Sicht unzureichende Auswertung sieht den Namen in der damaligen Zeit auf Rang 3 der Hitliste.
Im ausgehenden 19. Jahrhundert bis in die 1910er Jahre gehörte Heinrich zu den zehn beliebtesten Jungennamen in Deutschland. Seine Beliebtheit sank zunächst langsam, ab den 1950er Jahren stark, bis der Name in den 1980er Jahren außer Mode geriet. Seit der Jahrtausendwende wurde der Name wieder etwas häufiger vergeben, konnte jedoch nicht die einstige Popularität erreichen. Im Jahr 2021 belegte Heinrich Rang 426 der deutschen Vornamenscharts.
In der Schweiz wird der Name seit 1930 fast jedes Jahr bei der Namenswahl berücksichtigt. Bis 1948 befand er sich stets in den Top-50 der Hitlisten und bis 1960 in den Top-100. Danach ging seine Beliebtheit stetig zurück. Von 1930 bis 2023 wurde er etwa 5.000 Mal vergeben. Der Name wird in Österreich seit 1984 jedes Jahr bei der Namenswahl berücksichtigt. Im Jahr 2023 wurde er 13 Mal vergeben und belegte Rang 376. Von 1984 bis 2023 wurden circa 320 Jungen so genannt.
Der Name ist in Dänemark mäßig beliebt und in Norwegen und Schweden selten anzutreffen. In den Niederlanden kommt der Name Heinrich seit 1930 alljährlich in den Vornamenscharts vor. Bis 1943 zählte er durchgehend zu den Top-200. Von 1930 bis 2023 wurde der Name rund 2.300 Mal gewählt. Die Vergabe ist auch in Frankreich, England und Schottland nachgewiesen. In den USA taucht der Name seit Mitte der 1950er Jahre in den Hitlisten auf, seit der Jahrtausendwende wird der jährlich vergeben, jedoch in einem geringen Umfang. Der Name kommt in Kanada seit 1980 fast jedes Jahr in der Namensgebung vor. Er ist aber nicht sonderlich beliebt.

## Varianten
- Armenisch: Հենրիկ Henrik
- Dänisch: Henrik
  - Diminutiv: Henning
- Deutsch: Hendrik, Henrik
  - Urgermanisch: Heimirich, Henricus
  - Althochdeutsch: Heimrich
  - Niederdeutsch: Hinnerk, 
    - Diminutiv: Heike, Heiko, Haiko, Heik, Hein, Hennig, Henig

  - Sorbisch: Henrich
  - Diminutiv: Heiner, Heinz, Henning, Heimo, Hinz, Heini, Heine, Heino, Heise, Henner
- Englisch: Harry, Henry
  - Mittelalterlich: Herry
  - Irisch: Anraí, Einrí
  - Schottisch-Gälisch: Eanraig
    - Scots: Hendry

  - Walisisch: Harri
  - Diminutiv: Hal, Hank
- Estnisch: Harri, Heiki, Hendrik, Indrek, Endrik
  - Diminutiv: Enn
- Finnisch: Henrik, Henrikki, Heikki
  - Diminutiv: Henri
- Französisch: Henri
- Georgisch: ანრი Anri
- Isländisch: Hinrik
- Italienisch: Arrigo, Enrico
  - Diminutiv: Enzo, Rico
- Kroatisch: Henrik
- Lettisch: Indriķis, Ints
- Litauisch: Henrikas
  - Diminutiv: Herkus
- Niederländisch: Hendrick, Hendricus, Hendrik, Hendrikus, Henricus
  - Diminutiv: Heike, Heiko, Hein, Henk, Hennie, Henny, Rik, Rijk
- Norwegisch: Henrik
  - Diminutiv: Henning
- Polnisch: Henryk
- Portugiesisch: Henrique
  - Diminutiv: Henri, Rique
- Russisch: Генрих Genrich
- Schwedisch: Henrik
  - Diminutiv: Henning
- Slowakisch: Henrich
- Slowenisch: Henrik
- Spanisch: Enrique
  - Baskisch: Endika
  - Katalanisch: Enric
  - Diminutiv: Kike, Kiko, Quique
- Tschechisch: Jindřich
  - Diminutiv: Hynek, Jindra
- Ungarisch: Henrik

Für weibliche Varianten: siehe Henrike

## Namenstage

### Katholisch
- 1. Januar – Todestag des Heinrich von Marcy († 1189), Zisterzienser und Kardinalbischof von Albano
- 8. Januar – Todestag des Heinrich von Arnsberg († 1200)
- 19. Januar – Heinrich von Uppsala († 1156), Schutzheiliger Finnlands, dort und in Schweden am 20. Januar gefeiert
- 25. Januar – (in Deutschland am 23. Januar) und evangelisch, Heinrich Seuse (1295–1366), Mönch, Mystiker
- 27. Januar – Todestag des Enrique de Ossó y Cervelló (1840–1896), Ordensgründer
- 31. März – Todestag des Heinrich Thyssen (1755–1844), Mönch, Pfarrer
- 4. April – Todestag (vermutlich) des Heinrich Richter (1898–1945), Priester, Märtyrer
- 15. Mai – Todestag des Heinrich von Ebrantshausen, Einsiedler (um 1120–1185)
- 10. Juni – Todestag des Heinrich von Bozen (* um 1250–1315), Tagelöhner, Patron der Holzfäller
- 25. Juni – Todestag des Heinrich Zdik (* um 1080–1150), Bischof von Olmütz
- 13. Juli – Todestag von Heinrich II. (973–1024), „der Heilige“
- 15. Juli – Todestag von Heinrich von Marsberg (vor 1217–1253), Dominikanerpriester[14]
- 23. Oktober – Todestag des Heinrich von Köln (* um 1200–1229), Mönch, Prior in Köln
- 11. November – Todestag des Heinrich I. von Heisterbach (* um 1180–1242), Zisterzienserabt in Heisterbach, Mystiker
- 20. Dezember – Todestag des Heinrich Eger von Kalkar (1328–1408), Prior in Monnikhuizen, Köln und Straßburg

### Evangelisch
- 6. Juni – Todestag des Heinrich Schröder (Missionar), 1850–1883, Missionar und Märtyrer
- 7. Oktober – Todestag des Heinrich Melchior Mühlenberg, 1711–1787
- 6. November – Todestag des Heinrich Schütz, 1585–1672, Kirchenmusiker und Komponist
- 9. Dezember – Todestag des Heinrich von Zütphen, * um 1488–1524, Prior, Reformator, Märtyrer

## Bekannte Namensträger
Die Wikipedia-Datenbank enthält über 10.000 Namensträger mit dem Vornamen Heinrich (Stand Juni 2021), weshalb hier nur die wichtigsten Namensträger aufgeführt werden. Eine Liste aller Namensträger mit diesem Vornamen kann über die Wikipedia-Namenssuche ermittelt werden.

Herrscher siehe unter Herrscher namens Heinrich
- Heinrich, Graf von Hamburg (1035–nach 1093), Graf von Hamburg
- Heinrich von Apolda (im 14. Jahrhundert), Titularbischof von Lavata und Weihbischof
- Heinrich von Aquileia (Heinrich (von Biburg); † 1084), Patriarch von Aquileja (1077–1084)
- Heinrich von Augsburg († 1083), Domherr in Augsburg, Verfasser eines Lehrgedichts
- Heinrich von Bayern (1884–1916), Prinz von Bayern, Major im Ersten Weltkrieg
- Heinrich von Barby, Elekt von Brandenburg, Domherr von Magdeburg, Domherr von Hildesheim
- Heinrich von Bilstein († um 1261), Propst des Stifts St. Severin in Köln
- Heinrich von Bodendieck († 1406), Bischof von Brandenburg
- Heinrich von Corvey (Heinrich von Boyneburg, Heinrich von Northeim; † nach 1152), von 1143 bis 1146 Abt von Corvey
- Heymericus de Campo (Heimerich von Campen, Heimrich van de Velde; um 1395–1460), spätmittelalterlicher Scholastiker
- Heinrich von Eschenz († 1391), von 1348 bis 1391 Abt im Kloster St. Blasien im Südschwarzwald
- Heinrich von Frauenberg (1257–1314), Freiherr und Minnesänger
- Heinrich von Freiberg (2. Hälfte des 13. Jahrhunderts), mittelhochdeutsch schreibender Dichter
- Heinrich von Gent (Henricus a Gandavo / de Gandavo, Gandavensis, Gandensis; vor 1240–1293), Theologe und Philosoph der Hochscholastik
- Heinrich von Gimborn (1830–1893), deutscher Apotheker und Unternehmer
- Heinrich von Gorkum (* um 1378, † 1431 in Köln; auch Henricus de Gorrichem), niederländischer Thomist und Theologieprofessor
- Heinrich Felix von Harburg (um 1080–1153), Erzbischof von Mainz
- Heinrich von Herford (um 1300–1370), gelehrter Dominikaner, Chronist, Historiker und Theologe
- Heinrich I. von Hornberg († 1190), Bischof von Basel seit 1180
- Heinrich von Kirchberg (* um 1225/1233), deutscher Jurist
- Meister Heinrich von Konstanz, um 1300 im Bodenseegebiet tätiger Bildhauer
- Heinrich von Lammesspringe (um 1325–1386), mittelalterlicher Chronist; gilt als Begründer der Magdeburger Schöppenchronik
- Heinrich von Melk (12. Jahrhundert), Laienbruder und Dichter
- Heinrich von Marsberg († um 1253), Dominikanerpriester, Mitglied des Predigerordens
- Heinrich von Merseburg († 1276), Franziskaner und Kanonist
- Heinrich von Morungen († um 1220), deutscher Minnesänger
- Heinrich von Neustadt (13.–14. Jahrhundert), Dichter und Arzt in Wien
- Heinrich der Poet († vor 26.11.1265), deutscher Chronist und Geistlicher
- Heinrich von Preußen (1726–1802), Bruder Friedrichs des Großen
- Heinrich von Sax († um 1274), Minnesänger aus dem Geschlecht der Freiherren von Hohensax
- Heinrich von Spanien, Herzog von Sevilla (1823–1870), spanischer Infant und Herzog von Sevilla
- Heinrich der Seefahrer (1394–1460), Initiator der portugiesischen Entdeckungsfahrten
- Heinrich der Teichner (um 1310 – zwischen 1372 und 1378), mittelhochdeutscher Spruchdichter
- Heinrich Totting von Oyta (* um 1330–1397), Theologe und Philosoph
- Heinrich der alte Schreiber († 1380), Bürgermeister, Ratsherr und Stadtschreiber in Zwickau, Verfasser des Zwickauer Rechtsbuches
- Heinrich der tugendhafte Schreiber, Minnesänger, 1. Drittel 13. Jahrhundert
- Heinrich von Volkach (um 1310–1359), Weihbischof in Regensburg
- Heinrich von Wülzburg (11. Jahrhundert), Benediktinermönch
- Heinrich von Xanten (* 1. Hälfte 15. Jahrhundert Xanten, † 1493), Franziskaner, Prediger und Mystiker
- Heinrich von Zwiefalten OSB, von 1238 bis 1263 Prior des Klosters Ochsenhausen im Landkreis Biberach in Oberschwaben
- Heinrich von Zütphen (um 1488–1524), Prior, Reformator und Märtyrer
- Alle männlichen Mitglieder des Hauses Reuß (siehe Zählung der Reußen)